# Llenguatge de comunicació d'agents
Els llenguatges de comunicació d'agents (ACL) són protocols de comunicació informàtica dissenyats per a la comunicació entre agents d'IA.
Durant el 2007 es van proposar protocols d'aquesta naturalesa que inclouen:
- FIPA-ACL[2] (per la Foundation for Intelligent Physical Agents, un consorci d'estandardització)
- KQML (Llenguatge de consulta i manipulació de coneixement)

Després de l'auge de la IA generativa amb l'ús de transformadors i grans models de llenguatge, la definició d'agent ha passat d'agents físics a sistemes de programari construïts utilitzant els principis de la IA agentica. Un nou protocol que ha sorgit en aquest àmbit és el Protocol d'Interacció en Llenguatge Natural (NLIP). NLIP és un estàndard proposat per Ecma International, un organisme d'estàndards que se centra en estàndards a nivell d'aplicació en sistemes informàtics.
Com a resultat, podem definir els protocols de comunicació d'agents en dues categories: protocols de comunicació d'agents basats en ontologies i protocols de comunicació d'agents basats en IA generativa.
Els protocols de comunicació d'agents basats en ontologies utilitzen una ontologia comuna entre agents. Una ontologia és una part de la base de coneixement d'un agent que descriu amb quin tipus de coses pot treballar un agent i com es relacionen entre si. FIPA-ACL i KQML són exemples d'aquests protocols. Aquests protocols es basen en la teoria dels actes de parla desenvolupada per Searle a la dècada del 1960 i millorada per Winograd i Flores a la dècada del 1970. Defineixen un conjunt de performatius, també anomenats actes comunicatius, i el seu significat (per exemple, preguntar-ne un). El contingut del performatiu no està estandarditzat, sinó que varia de sistema a sistema. El suport d'implementació de FIPA-ACL s'inclou a FIPA-OS i Jade.
Els protocols de comunicació d'agents basats en IA generativa, com ara NLIP no requereixen una ontologia compartida entre els agents que es comuniquen. En lloc d'això, utilitzen models d'IA generatius per traduir text, imatges, vídeos o altres modalitats de dades en llenguatge natural a una ontologia local. Això proporciona extensibilitat en calent on el mateix protocol es pot utilitzar per a múltiples necessitats de comunicació i simplifica el control de versions, ja que diferents agents poden utilitzar diferents versions d'una ontologia compartida. NLIP s'ha dissenyat tenint en compte les consideracions de seguretat. L'especificació i l'estandardització de NLIP s'està duent a terme a la Comunitat Tècnica 56 d'ECMA.